# Fougueyrolles
Fougueyrolles (okzitanisch: Faugairòlas) ist eine südwestfranzösische Gemeinde mit 454 Einwohnern (Stand 1. Januar 2022) im Département Dordogne in der Region Nouvelle-Aquitaine.

## Lage
Fougueyrolles liegt in einer Höhe von etwa 100 Metern ü. d. M. im Westen des Départements Dordogne nahe der Grenze zum Département Gironde. Die nächstgelegene größere Stadt ist das etwa 30 Kilometer (Fahrtstrecke) östlich gelegene Bergerac, der Hauptort des Arrondissements. An der nördlichen Gemeindegrenze verläuft das Flüsschen Estrop.

## Bevölkerungsentwicklung
| Jahr      | 1962 | 1968 | 1975 | 1982 | 1990 | 1999 | 2006 | 2017 |
| Einwohner | 495  | 477  | 385  | 375  | 383  | 429  | 461  | 479  |

Im 19. Jahrhundert hatte der Ort stets über 500 Einwohner. Infolge der Reblauskrise im Weinbau und des Verlusts von Arbeitsplätzen durch die Mechanisierung der Landwirtschaft sank die Einwohnerzahl bis auf die Tiefststände in den 1970er und 1980er Jahren ab.

## Wirtschaft
In früheren Zeiten lebten die Einwohner der Gemeinde als Selbstversorger von der Landwirtschaft, zu der auch der Weinbau und ein wenig Viehwirtschaft gehörten. Bereits seit mittelalterlicher Zeit wurde ein Teil des in der Gegend produzierten Weines in Fässern und auf Flößen oder Lastkähnen über die Dordogne und die Häfen an der Gironde nach England verschifft. Die Böden des Gemeindegebietes gehören heute zum Weinbaugebiet Montravel, doch spielt die Vermietung von Ferienwohnungen (gîtes) ebenfalls eine wichtige Rolle im wirtschaftlichen Leben der Gemeinde.

## Geschichte
Obwohl Fougueyrolles urkundlich erst im 14. Jahrhundert unter den Schreibweisen Fauguerollas (1306) und Falgayrolas (1324) erstmals erwähnt wird, geht man – nach mittelalterlichen Funden – von einer weiter zurückreichenden Besiedlung des Ortes aus.

## Sehenswürdigkeiten
Die am Ortsrand inmitten des etwa gleichzeitig angelegten Friedhofs stehende Pfarrkirche St. Peter und Paul ist ein neoromanischer bzw. neogotischer Bau des ausgehenden 19. Jahrhunderts.